# Contea di Ziyang
La contea di Ziyang (紫阳县S, Zǐyáng XiànP) è una contea della Cina, situata nella provincia dello Shaanxi e amministrata dalla prefettura di Ankang.